# Mise à la retraite (France)
 (mai 2014).
Si vous disposez d'ouvrages ou d'articles de référence ou si vous connaissez des sites web de qualité traitant du thème abordé ici, merci de compléter l'article en donnant les références utiles à sa vérifiabilité et en les liant à la section « Notes et références ».
En droit français, la mise à la retraite est la rupture du contrat de travail d'un salarié qui a atteint l'âge à partir duquel il peut recevoir sa pension de retraite à taux plein, âge fixé à 67 ans depuis la réforme des retraites de 2010.
Entre 67 et 70 ans, la mise à la retraite n'est possible qu'avec l'accord du salarié.
À partir de 70 ans, l'autorisation du salarié n'est plus requise, c'est-à-dire que l'employeur peut rompre le contrat de travail unilatéralement.

## Mise à la retraite avant 70 ans
La mise à la retraite peut intervenir dès que le salarié atteint l'âge à partir duquel il est susceptible de percevoir une pension de retraite à taux plein (67 ans), peu importe qu'il ait acquis la durée d'assurance nécessaire pour bénéficier d'une retraite complète. Entre 67 et 70 ans, l'employeur ne pourra mettre à la retraite son salarié qu'à la condition que celui-ci l'accepte.
La procédure est régie par les articles L.1237-5 C. trav. et D.1237-2-1 C. trav. : l'employeur doit interroger le salarié, par écrit, trois mois avant sa date anniversaire sur son intention de quitter volontairement l'entreprise pour bénéficier d'une pension de vieillesse.
Le salarié dispose d'un délai d'un mois pour répondre, à compter de la date de réception du courrier.
Trois cas peuvent alors se présenter :
- soit le salarié refuse la proposition de son employeur. Dans ce cas, ce dernier ne pourra procéder à la mise à la retraite de son salarié. Il devra attendre l'année suivante pour proposer à nouveau une mise à la retraite. Cette procédure peut se répéter ainsi jusqu'au 69e anniversaire du salarié.
- soit le salarié accepte la proposition de son employeur. Dans ce cas, la procédure de mise à la retraite pourra être enclenchée à la fin du délai de réponse accordé au salarié (un mois).
- soit le salarié ne donne aucune réponse. Il semble alors que le silence soit considéré comme acceptation de la proposition.

## Mise à la retraite à partir de 70 ans
À partir de 70 ans, l'employeur peut mettre à la retraite son salarié sans qu'il lui soit nécessaire de recueillir l'autorisation de ce dernier. La mise à la retraite peut alors intervenir à n'importe quel moment. Elle n'a pas nécessairement lieu au moment de l'anniversaire du salarié.

## Interdiction des clauses couperet
Toute clause qui prévoirait la rupture automatique du contrat de travail en raison de l'âge du salarié ou du fait qu'il serait en droit de bénéficier d'une pension de vieillesse est considérée comme nulle .

## Procédure
La mise à la retraite n'est soumise à aucun formalisme particulier.
L'employeur n'est donc pas obligé de convoquer le salarié à un entretien préalable. Il n'est pas non plus dans l'obligation de lui notifier sa mise à la retraite par lettre RAR.
Toutefois, ces deux formalités sont conseillées : l'entretien préalable permet de s'assurer que les conditions de la mise à la retraite sont bien réunies. La notification de la rupture du contrat de travail par lettre RAR permet, quant à elle, de marquer le point de départ du préavis.

## Indemnités
Le salarié mis à la retraite a droit à une indemnité égale à l'indemnité légale de licenciement (art. L. 1237-7 C. trav.)
L'indemnité se calcule comme suit : 1/5 de mois de salaire par année d'ancienneté + 2/15 au-delà de 10 ans d'ancienneté (art. L.1234-9 C. trav. + R.1234-2 C. trav.)
Cette indemnité légale constitue un minimum. Une clause conventionnelle ou contractuelle peut prévoir une indemnité plus importante.

## Mise à la retraite et départ à la retraite
La mise à la retraite et le départ volontaire à la retraite sont deux modes différents de rupture du contrat de travail. Dans le premier cas, l'employeur demande la rupture du contrat de travail. Dans le second cas, c'est le salarié qui en est à l'origine.
Le départ à la retraite s'apparente donc à une démission  motivée par la liquidation d'une pension de retraite. La différence avec une démission classique réside dans le fait que le départ à la retraite ouvre droit à une indemnité. Le montant de l'indemnité de départ à la retraite varie en fonction de l'ancienneté et de la rémunération du salarié (art. L.1237-9 C. trav. + art. D.1237-1 C. trav.)